# Ла-Асієнда (Нью-Мексико)
Ла-Асієнда (англ. La Hacienda) — переписна місцевість (CDP) в США, в окрузі Луна штату Нью-Мексико. Населення — 710 осіб (2020).

## Географія
Ла-Асієнда розташована за координатами 32°12′22″ пн. ш. 107°43′30″ зх. д. / 32.20611° пн. ш. 107.72500° зх. д. (32.205992, -107.725067).  За даними Бюро перепису населення США в 2010 році переписна місцевість мала площу 3,50 км², уся площа — суходіл.

## Демографія
Згідно з переписом 2010 року, у переписній місцевості мешкало 725 осіб у 199 домогосподарствах у складі 177 родин. Густота населення становила 207 осіб/км².  Було 220 помешкань (63/км²).
Расовий склад населення:
| - 77,2 % — білих - 1,1 % — корінних американців - 0,4 % — азіатів - 0,1 % — чорних або афроамериканців - 20,7 % — осіб інших рас |

До двох чи більше рас належало 0,4 %. Частка іспаномовних становила 75,9 % від усіх жителів.
За віковим діапазоном населення розподілялося таким чином: 36,8 % — особи молодші 18 років, 55,2 % — особи у віці 18—64 років, 8,0 % — особи у віці 65 років та старші. Медіана віку мешканця становила 25,7 року. На 100 осіб жіночої статі у переписній місцевості припадало 93,9 чоловіків;  на 100 жінок у віці від 18 років та старших — 93,2 чоловіків також старших 18 років.
Середній дохід на одне домашнє господарство  становив 35 359 доларів США (медіана — 28 438), а середній дохід на одну сім'ю — 42 703 долари (медіана — 40 727). За межею бідності перебувало 5,2 % осіб, у тому числі 0,0 % дітей у віці до 18 років та 69,0 % осіб у віці 65 років та старших.
Цивільне працевлаштоване населення становило 283 особи. Основні галузі зайнятості: роздрібна торгівля — 21,6 %, будівництво — 19,8 %, виробництво — 14,5 %, сільське господарство, лісництво, риболовля — 13,8 %.